# Falcon 9 Block 5
Il Falcon 9 Block 5 è una versione del razzo vettore riutilizzabile Falcon 9 di SpaceX. Ha avuto il suo lancio inaugurale l'11 maggio 2018. Nello specifico, si tratta della quinta ed ultima iterazione o 'blocco' del Falcon 9, introdotto originariamente nel dicembre del 2015.
Block 5 rappresenta il culmine di un graduale processo di sviluppo volto a rendere il Falcon 9 un sistema maturo, sicuro ed economico; ad agevolare recupero e riutilizzo del primo stadio; a raggiungere gli standard stringenti della NASA per le missioni con equipaggio, previste il 2019, con l’utilizzo della Crew Dragon. SpaceX prevede che il Block 5 sia l'ultima revisione significativa del design del Falcon 9.
Stando a Gwynne Shotwell, presidente della compagnia, i cambiamenti introdotti rispetto alla versione precedente, il Full Thrust Block 3, sono più di 100. Degni di nota sono l'aumento della spinta di tutti i motori, il miglioramento degli scudi termici del primo stadio per renderlo più resistente al rientro, la revisione del design delle zampe di atterraggio.
Il primo stadio del Falcon 9 Block 5 è progettato per essere riutilizzato 10 volte senza che sia necessaria alcuna manutenzione programmata, fino a 100 volte con interventi di riparazione.

## Storia
Il 17 febbraio 2017 il presidente e COO della SpaceX, Gwynne Shotwell annunciò che i cambiamenti della versione Block 5 sono principalmente dovuti ai miglioramenti necessari per il Commercial Crew Program e dai requisiti per abilitarlo al trasporto di esseri umani. I miglioramenti includono un aumento delle prestazioni, del processo di produzione e altre modifiche per aumentare i margini per i clienti.
All'inizio dell'aprile 2017, dopo il primo riutilizzo di un primo stadio del Falcon 9, il Block 5 includerà:
- Per aumentare il carico utile:
  - 7–8% di spinta in più migliorando i motori,[5]
  - un sistema di controllo del volo per un angolo d'attacco ottimale durante la discesa del primo stadio, diminuendo così il consumo di carburante.
- Per un riutilizzo più rapido:
  - Alette di controllo più resistenti in titanio,
  - una copertura più resistente al calore per limitare i danni al rientro,
  - la possibilità di ritrarre le zampe di atterraggio dopo il volo, al posto di rimuoverle,
  - uno scudo termico riutilizzabile per proteggere i motori e le tubature di carburante.

Il modello di transizione, il Falcon 9 Block 4 dovrebbe avere la stessa spinta del Block 5. Le grid fins in titanio, che avrebbero dovuto debuttare con questa versione, sono state già introdotte con il secondo lancio di satelliti Iridum NEXT, il 25 giugno 2017, per migliorare il controllo dello stadio e sopportare meglio il calore del rientro. Dopo un'ispezione post-volo Elon Musk ha annunciato che le nuove alette non necessitano di manutenzione tra i voli.
Il primo lancio si è tenuto l'11 maggio 2018 con la missione Bangabandhu 1, nella quale il primo Block 5, lanciato dalla Cape Canaveral Air Force Station, ha messo in orbita un satellite per le telecomunicazioni finanziato dal governo del Bangladesh.

### Incidenti
Il 5 dicembre 2018, durante la missione di rifornimento CRS-16 per la Stazione spaziale internazionale, un Falcon 9 Block 5 ha avuto un problema idraulico durante la fase finale dell’atterraggio (in ogni caso ha completato la missione principale lanciando in orbita la capsula Dragon) che ha impedito il movimento di una delle 4 alette aerodinamiche, facendone perdere il controllo.
I sistemi di bordo, rilevando il problema, hanno evitato che il razzo si schiantasse al suolo sulla Landing Zone 1 o nelle zone limitrofe, facendolo ammarare intatto ed in sicurezza a poche centinaia di metri dalla costa.
Per evitare un'esplosione del vettore dovuta all’impatto del ribaltamento su un lato, le taniche sono state depressurizzate nell’istante dell'ammaraggio, generando una fiammata, ma permettendone in seguito il recupero senza pericoli.

Essendo un Falcon 9 Block 5 utilizzato per la prima volta, e non avendo riportato danni notevoli, Elon Musk ha affermato che volerà nuovamente in futuro.